# Apiloscatopse fattigi
Apiloscatopse fattigi är en tvåvingeart som först beskrevs av Cook 1957.  Apiloscatopse fattigi ingår i släktet Apiloscatopse och familjen dyngmyggor. Inga underarter finns listade i Catalogue of Life.